# Левата (Леко)
Левата је насеље у Италији у округу Леко, региону Ломбардија.
Према процени из 2011. у насељу је живело 271 становника. Насеље се налази на надморској висини од 203 м.